# アダム・ツイ
崔震東、英語名アダム・ツイ（英語: Adam Tsuei、1959年10月26日 - ）は起業家、プロデューサー、映画監督、前ソニー・ミュージックエンタテインメント中華圏総裁。

## 実績
中華圏の音楽シーンにおけるジェー・ツォー、ワン・リーホン、F4、ジョリン・ツァイなどを国際世界に送り出し、ビッグアーティストに育てあげた 。現在は会社アメージングフィルムスタジオの創始者及びCEO。映画『あの頃、君を追いかけた』の公開に成功し、数多くの興行記録を作り上げた。テーマ、内容、またはマーケティング手法など、いずれもここ数年の中華圏映画の指標となっており、崔氏は中華圏映画を担うゴールドハンドともいわれるようになった。2013年、アメージング国際映画会社は映画『小時代』、『小時代：青木時代』の制作及びマーケティング・配給に携わった。2014年にはラブコメディー『カフェウェティングラブ』を制作し、手がけた三作は興行収入も映画評価も伝説的な好成績を作り上げた。2015年、映画『楼下の房客』のシューティング開始。
25年間グローバル企業で働いた経験で投資経営、コンサートマーケティングなどをレコード会社に導入し、オールマイティな芸能運営モデルの確立に成功する。現在は映画制作、映画マーケティングとプロモーション、マネージメントや音楽制作、コンサート事業、動画及び特効制作などの事業に集中している。

## 経歴
- 1994年12月 - 1997年6月 CTN, Chinese Television Network 傳訊電視，中天新聞/大地チャンネル 台湾地域チーフ代表/マーケティング企画部ダイレクト
- 1997年7月 - 2001年7月 BMG Music Entertainment BMG 中華圏総裁
- 2001年7月 - 2011年10月 Sony Music Entertainment Great China ソニーミュージックエンタテインメント中華圏総裁
- 2012年1月  -現在Amazing Film Studio アメージングフィルムスタジオ代表取締役社長兼CEO

## 映画作品
- あの頃、君を追いかけた - 那些年，我們一起追的女孩（2011年、制作）[3]

台湾地域だけの興行収入は4.6億台湾元を超えた、全アジア興行収入はやく14億台湾元。オフィシャルファンページは130万人のファローワがいます。。
- 『小時代（中国語版）』『小時代：青木時代（中国語版）』（2012年、制作）プロデューサー

興行収入40億台湾元（約154億円）。台湾と中国とが提携して映画制作に取り組むモデルの構築に成功する。
- 『Café. Waiting. Love（中国語版）』 - 等一個人咖啡（2014年、制作）[5]

台湾、香港、マレーシアにおいて最高興行収入を公開日及び夏休みにて記録する。2014年台湾映画における興行順位第二位を獲得、台湾、香港、シンガポール、マレーシア及び中国での合計興行収入が5億台湾元（約19億円）を超える、2014年見逃してはならないクラシカルな青春コメディー映画、アジア映画シーンにおける斬新な恋ブームと、アジアの各媒体から一斉に推薦される。
。歌曲林芯儀《等一個人》與哈林庾澄慶《缺口》Youtubeでのアクセスは2400万回再生超え、オフィシャルファンページのフォロワーは110万人を超えた。。
- 『楼下的房客（中国語版）』 - 樓下的房客（2016年、監督）

## コンサート事業実績
- 1997年 BMG 10周年紀念コンサート
- 2001年 F4 MUSIC PARTYツアー
- 2004年 蔡依林 J1 Live ツアー
- 2006年 F4 Forever 4香港紅磡ツアー
- 2006年 王力宏 蓋世英雄ワールドツアー
- 2008年 MUSIC MANワールドツアー
- 2009年 王若琳 大人故事書ワールドツアー
- 2010年 楊丞琳 異想天開コンサートツアー

## BMGおよびソニー時代に関わったアーティスト
王力宏、周杰倫、F4、庾澄慶、蔡依林、楊丞琳、王若琳、王菲、莫文蔚、張懸、劉徳華、黎明、陳小春、呉宗憲、彭佳慧、徐若瑄、林育羣